# Iunie 2019
Acest articol este generat integral pe baza informațiilor din articolul 2019 și este actualizat periodic de un robot.
 Editările făcute în articol vor fi șterse la următoarea actualizare! Dacă doriți să faceți modificări, editați articolul-sursă.

ianuarie -
februarie -
martie -
aprilie -
mai -
iunie -
iulie -
august -
septembrie -
octombrie -
noiembrie -
decembrie
Iunie 2019 a fost a șasea lună a anului și a început într-o zi de sâmbătă.

## Evenimente

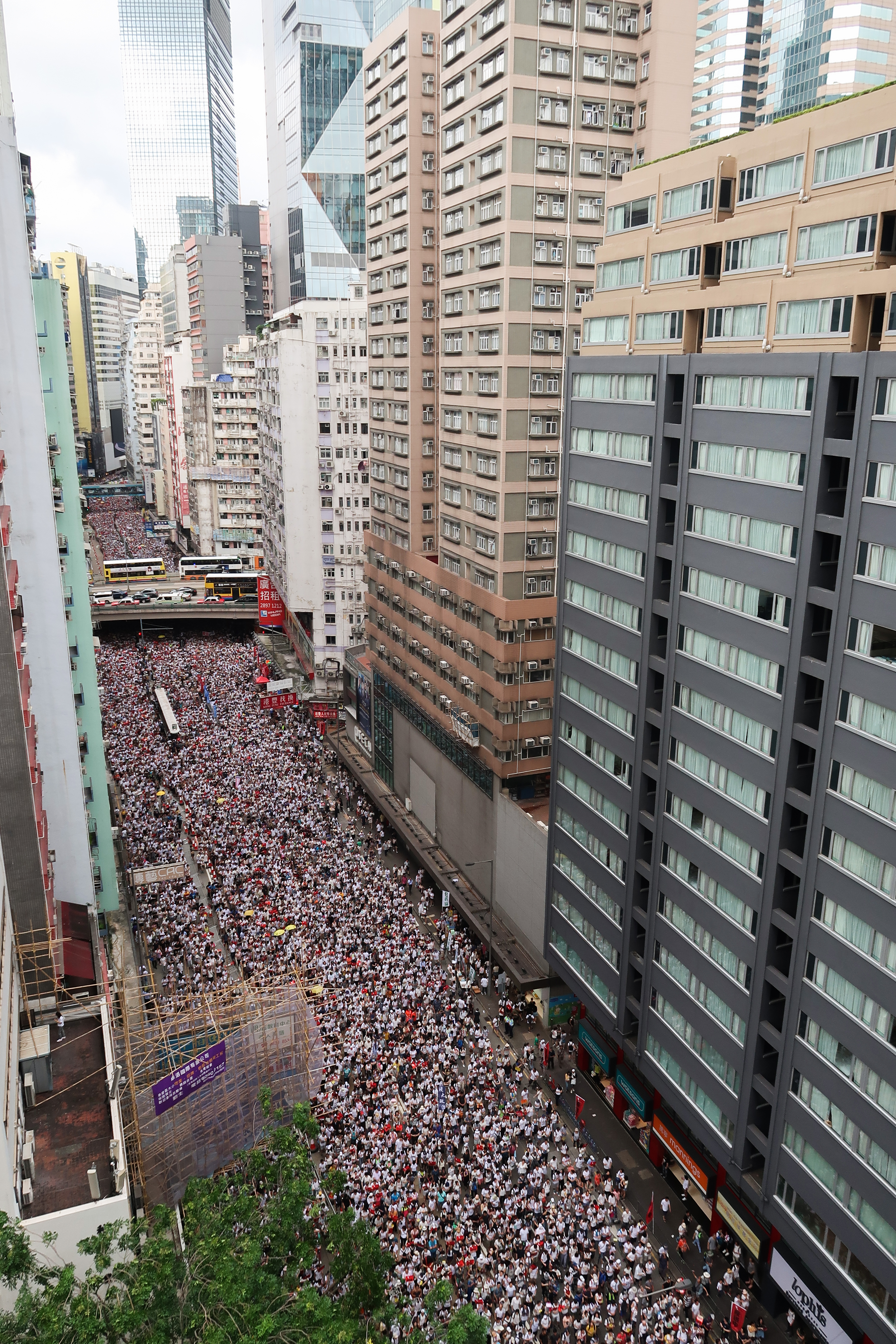
9 iunie: Sute de mii de oameni se adună pe străzile din Hong Kong pentru a protesta împotriva unei noi legi controversate, care ar permite guvernului din Hong Kong să extrădeze suspecți către țări cu care nu are acorduri în acest sens, inclusiv către China.

- 4 iunie: 30 de ani de la Masacrul din Piața Tiananmen, Beijing, China, când sute de persoane au fost ucise după ce armata chineză a intervenit în forță cu tancurile, pentru a înăbuși protestele pro-democrație.
- 8 iunie: În Republica Moldova, blocul ACUM și socialiștii au semnat un acord de colaborare și formare a unei majorități parlamentare iar Maia Sandu a fost desemnată prim-ministru. Curtea a declarat neconstituțional decretul de numire în funcția de prim-ministru a Maiei Sandu și a noului Guvern.
- 9 iunie: Curtea Constituțională din Republica Moldova dizolvă parlamentul național și înlătură din funcție pe președintele Igor Dodon, numind ca președinte interimar pe fostul premier Pavel Filip. Dodon, precum și Parlamentul Moldovei sfidează mișcarea, declanșând astfel o criză constituțională.[2][3]
- 9 iunie: Sute de mii de oameni se adună pe străzile din Hong Kong pentru a protesta împotriva unei noi legi controversate, care ar permite guvernului din Hong Kong să extrădeze suspecți către țări cu care nu are acorduri în acest sens, inclusiv către China.[1]
- 13 iunie: Președintele Klaus Iohannis și președinții PNL, USR, PRO România și PMP au semnat Acordul Politic Național pentru consolidarea parcursului european al României.[4]
- 14 iunie: Partidul Democrat din Moldova condus de Vladimir Plahotniuc și-a anunțat retragerea de la guvernare, cedând puterea guvernului condus de Maia Sandu.
- 16 iunie: Proteste masive la Hong Kong unde sute de mii de oameni - unele surse vorbesc de aproape 2 milioane de oameni - s-au adunat în Piața Victoriei deși guvernul a suspendat proiectul unei legi controversate, care facilita extrădările către China. Protestatatarii vor garanții că se va renunța definitiv la o astfel de lege. Liderul Hong Kong, Carrie Lam, cere scuze pentru propunerea proiectului de lege. Poliția declară că participarea a fost de 338.000 la ora de vârf.[5]
- 18 iunie: Moțiunea de cenzură împotriva guvernului Dăncilă a fost respinsă de Parlament; s-au înregistrat 200 de voturi favorabile, 7 împotrivă și 3 abțineri, numărul minim de voturi favorabile pentru ca moțiunea să fie adoptată fiind de 233. În sală au fost prezenți 250 de parlamentari din 465.[6][7]
- 18 iunie: Valul de căldură extremă din India a provocat moartea a cel puțin 184 de oameni; temperaturile au atins 50,8 °C în orașul Churu.[8]

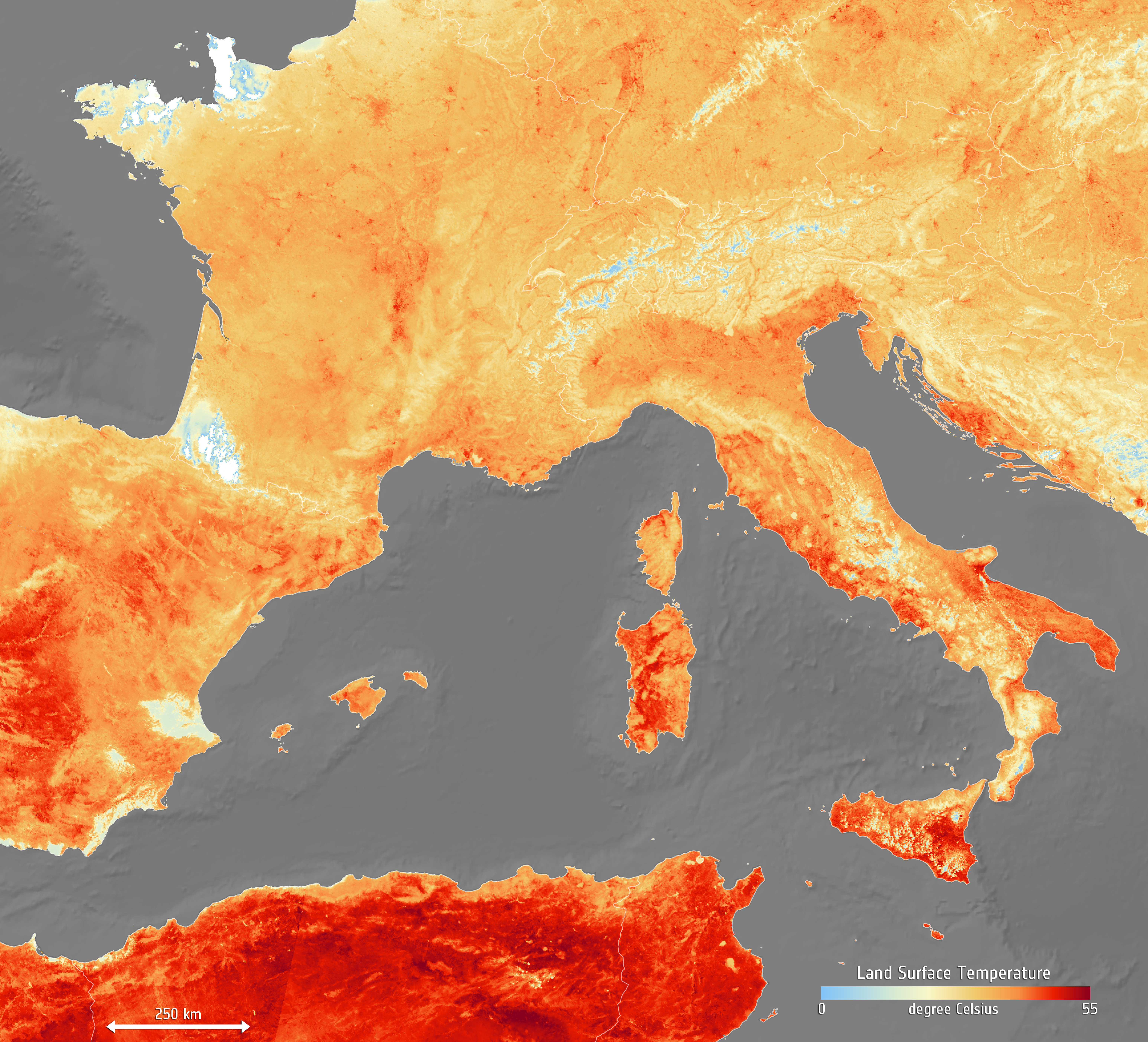
28 iunie: Germania, Franța, Polonia și Cehia înregistrează cele mai mari temperaturi pentru luna iunie, pe fondul unui val de căldură în Europa de Vest și Centrală.

- 20 iunie: Uniunea Europeană a decis prelungirea cu un an a sancțiunilor adoptate împotriva Rusiei ca reacție la ”anexarea ilegală a Crimeei și a Sevastopolului” în 2014.
- 23 iunie: Sute de mii de cehi protestează pe străzile din Praga pentru a cere demisia premierului Andrej Babiš, în cel mai mare protest al țării de la Revoluția de Catifea din 1989. Premierul miliardar este suspectat de fraudă cu fonduri europene. [10][11]
- 24 iunie: Procurorul general al regiunii Amhara din Etiopia, Migbaru Kebede, a murit după ce a fost rănit în timpul unei încercări de lovitură de stat, cu două zile mai devreme. Asaminei Tsige, generalul suspectat că se află în spatele încercării de lovitură de stat, a fost ucis de forțele de securitate.[12]
- 25 iunie: SpaceX a lansat 24 de sateliți cu racheta Falcon Heavy în prima sa lansare pe timp de noapte. Două dintre cele trei propulsoare s-au întors în siguranță la Stația Forțelor Aeriene din Cape Canaveral, însă propulsorul nucleului central  nu a reușit să aterizeze pe o navă în Oceanul Atlantic, explodând în mare.[13]
- 28 iunie: Germania, Franța, Polonia și Cehia înregistrează cele mai mari temperaturi pentru luna iunie, pe fondul unui val de căldură în Europa de Vest și Centrală.[9][14]
- 29 iunie: La Congresul extraordinar al PSD, Viorica Dăncilă a fost aleasă noul președinte al partidului cu 2.828 voturi. Contracandidații ei au fost: Liviu Pleșoianu (715 voturi), Șerban Nicolae (375 voturi) și Ecaterina Andronescu (50 voturi). Funcția de președinte executiv a fost câștigată de Eugen Teodorovici cu 2.463 voturi, iar funcția de secretar general de Mihai Fifor cu 2.366 de voturi.[15]

## Decese
- 1 iunie: José Antonio Reyes (José Antonio Reyes Calderón), 35 ani, fotbalist spaniol (n. 1983)
- 1 iunie: Michel Serres, 88 ani, filosof francez (n. 1930)
- 2 iunie: Alan Rollinson, 76 ani, pilot englez de Formula 1 (n. 1943)
- 3 iunie: Agustina Bessa-Luís, 97 ani, scriitoare portugheză (n. 1922)
- 3 iunie: Jacek Izydor Fisiak, 83 ani, filolog polonez (n. 1936)
- 7 iunie: Elisabeta Ionescu, 66 ani, handbalistă română (n. 1953)
- 11 iunie: Ion Colojoară, 89 ani, matematician român (n. 1930)
- 13 iunie: Edith González, 54 ani, actriță mexicană (n. 1964)
- 13 iunie: Joyce Pensato, 78 ani, artist plastic american (n. 1941)
- 14 iunie: S. Sivasubramanian, 82 ani, politician indian (n. 1937)
- 15 iunie: Wilhelm Holzbauer, 88 ani, arhitect austriac (n. 1930)
- 15 iunie: Franco Zeffirelli (n. Gianfranco Corsi Zeffirelli), 96 ani, realizator, scenarist, producător și actor italian (n. 1923)
- 17 iunie: Mohamed Morsi (Mohamed Morsi Muhammad Morsi Isa Al-Ayyat), 67 ani, politician egiptean, președinte al Egiptului (2012–2013), (n. 1951)
- 18 iunie: Pavel Chihaia, 97 ani, eseist, romancier și istoric de artă român contemporan (n. 1922)
- 19 iunie: Peter Allan Fields, 84 ani, scriitor și producător de televiziune, american (n. 1935)
- 20 iunie: Dumitru Focșeneanu, 83 ani, sportiv român (bober), (n. 1935)
- 21 iunie: Dimítris Christófias, 72 ani, om politic cipriot, președinte al Republicii Cipru (2008-2013), (n. 1946)
- 25 iunie: Alla Pokrovskaia, 81 ani, actriță rusă (n. 1937)
- 25 iunie: Eurig Wyn, 74 ani, om politic britanic, membru al Parlamentului European (1999–2004), (n. 1944)
- 27 iunie: Jharna Dhara Chowdhury, 81 ani, activist social din Bangladesh (n. 1938)
- 28 iunie: Lisa Martinek (n. Lisa Wittich), 47 ani, actriță germană (n. 1972)
- 29 iunie: Gunilla Pontén (Ellen Gunilla Margareta Pontén), 90 ani, designer de modă suedeză (n. 1929)
- 29 iunie: Gheorghe Iova, 69 ani, poet, prozator și eseist român (n. 1950)
- 30 iunie: David Binder, 88 ani, jurnalist, publicist și lector universitar american (n. 1931)
- 30 iunie: Guillermo Mordillo, 86 ani, artist plastic argentinian (n. 1932)